# Gueorgui Ketóyev
Gueorgui Vazháyevich Ketóyev –en ruso, Георгий Важаевич Кетоев– (Tiflis, 19 de noviembre de 1985) es un deportista ruso que compitió en lucha libre. Desde el año 2016 compite bajo la bandera de Armenia.
Participó en dos Juegos Olímpicos de Verano, obteniendo una medalla de bronce en Pekín 2008, en la categoría de 84 kg, y el 14.º lugar en Río de Janeiro 2016.
Ganó dos medallas en el Campeonato Mundial de Lucha, oro en 2007 y bronce en 2017, y tres medallas en el Campeonato Europeo de Lucha entre los años 2007 y 2009.

## Palmarés internacional
| Representando a Rusia   |                     |                   |           |
| Juegos Olímpicos        |                     |                   |           |
| Año                     | Lugar               | Medalla           | Categoría |
| 2008                    | Pekín (China)       | Medalla de bronce | 84 kg     |
| Campeonato Mundial      |                     |                   |           |
| Año                     | Lugar               | Medalla           | Categoría |
| 2007                    | Bakú (Azerbaiyán)   | Medalla de oro    | 84 kg     |
| Campeonato Europeo      |                     |                   |           |
| Año                     | Lugar               | Medalla           | Categoría |
| 2007                    | Sofía (Bulgaria)    | Medalla de oro    | 84 kg     |
| 2008                    | Tampere (Finlandia) | Medalla de oro    | 84 kg     |
| 2009                    | Vilna (Lituania)    | Medalla de plata  | 96 kg     |
| Representando a Armenia |                     |                   |           |
| Campeonato Mundial      |                     |                   |           |
| Año                     | Lugar               | Medalla           | Categoría |
| 2017                    | París (Francia)     | Medalla de bronce | 97 kg     |